# Byblis aquatica
Byblis aquatica Lowrie & Conran, 1998 è una pianta carnivora annuale appartenente alla famiglia Byblidaceae, diffusa nell'Australia settentrionale.

## Descrizione

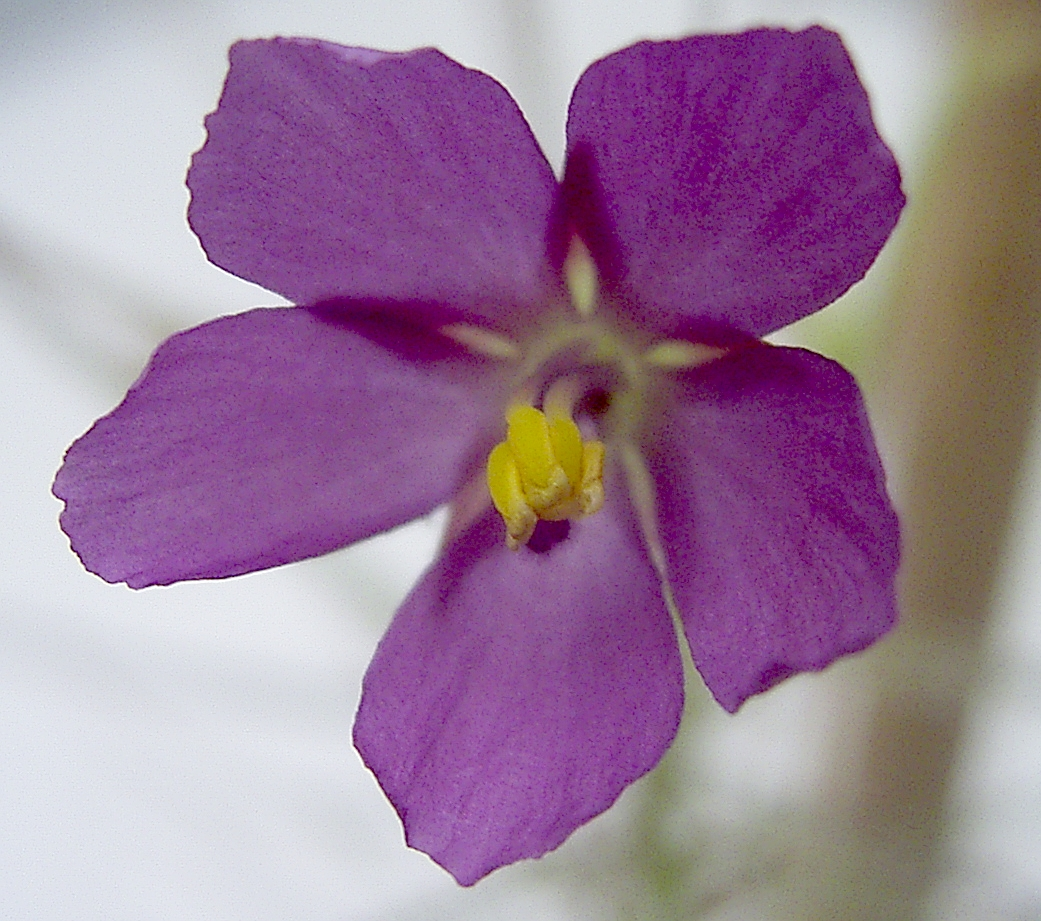
Fiore

Cresce in ambienti semi-acquatici e utilizza ghiandole mucillaginose peduncolate (simili a quelle osservabili nei generi Drosera e Drosophyllum) che ricoprono la superficie fogliare, per attirare, catturare e digerire insetti, al fine di supplire ai substrati poveri di nutrienti.

## Distribuzione e habitat
L'areale di questa specie si estende dal Territorio del Nord al Queensland (Australia settentrionale).